# José Gil (filósofo)
José Gil (15 de junio de 1939, Muecate, Mozambique), filósofo y ensayista portugués.
Estuvo exiliado en Francia durante la dictadura de António de Oliveira Salazar. Estudió y enseñó filosofía en la Universidade Nova de Lisboa y el Colegio Internacional de Filosofía de París. 
Heredero de la fenomenología que estudió en Francia, José Gil es un pensador que pone el cuerpo en el centro de su reflexión.

## Obras
- 1983 : La Crucifiée, Éditions La Différence.
- 1985 : Métamorphoses du corps [As Metamorfoses do corpo, 1980], Éditions La Différence.
- 1988 : Fernando Pessoa ou la métaphysique des sensations [Fernando Pessoa ou A Metafisica das Sensações, 1988], Éditions la Différence.
- 1990 : Cimetière des Plaisirs [Cemitério dos Desejos, 1990], Éditions La Différence.